# CERES (capteur satellite)
Pour les articles homonymes, voir Cérès.
Ne doit pas être confondu avec les satellites militaires français CERES

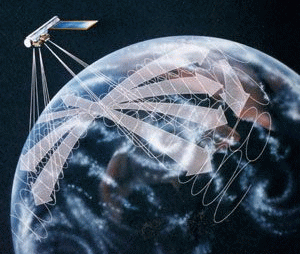
Représentation des instruments CERES scannant la Terre en mode « plan azimutal rotatif (vue d’artiste).

Le projet « Clouds and the Earth's Radiant Energy System » (Système de mesure de l'énergie radiante de la Terre et de ses nuages), plus souvent désigné par son acronyme CERES (à ne pas confondre avec le nom d'un programme de satellites militaires français) désigne à la fois un programme scientifique d'instrumentalisation de satellites (toujours en cours) au sein de la NASA et le système de capteurs sur lequel s'appuie ce programme.
Le « CERES » vise à mieux comprendre le climat via des instruments mis en orbite sur une plate-forme satellite,.
C'est l'un des sous-systèmes du système d'observation de la Terre (EOS) de la NASA, conçu pour mesurer à la fois le rayonnement solaire et le rayonnement émis par la Terre vu depuis l'espace.
Les propriétés des nuages peuvent ainsi être mieux déterminées en utilisant conjointement des mesures simultanées faites par d'autres instruments EOS tels que le spectroradiomètre d'imagerie à résolution modérée (MODIS).
Les résultats du CERES et d'autres missions de la NASA, telles que l'expérience ERBE (Earth Radiation Budget Experiment) doivent conduire à une meilleure compréhension du rôle très complexe des nuages (à la fois réchauffant en tant que vapeur d’eau qui est un gaz à effet de serre et rafraîchissant à court terme via leur couleur blanche) et du cycle énergétique dans les changements climatiques mondiaux,

## Objectifs scientifiques principaux
Ils sont au nombre de quatre :
1. Poursuite de l'enregistrement ERBE des flux radiatifs au sommet de l'atmosphère (TOA) pour l'analyse du changement climatique ;
2. Doubler l'exactitude des estimations des flux radiatifs au TOA et à la surface de la Terre ;
3. Fournir les premières estimations globales à long terme des flux radiatifs dans l'atmosphère terrestre ;
4. Fournir les estimations des propriétés des nuages compatibles avec les flux radiatifs depuis la surface jusqu'au TOA.

Plusieurs générations d'instruments CERES sont mises au point et testées. Il s'agit toujours d'un radiomètre à trois canaux - un canal à onde courte (Short Wave) pour mesurer la lumière solaire réfléchie dans la région 0,2 à 5 μm, un second canal mesurant le rayonnement thermique émis dans la « fenêtre » ou « WN » de 8 à 12 μm, et un canal Total pour mesurer tout le spectre du rayonnement terrestre sortant (> 0,2 μm). L'instrument CERES est basé sur le succès de l'expérience Earth Radiation Budget Experiment (ERBE), qui utilise trois satellites ERBS pour fournir des mesures du bilan énergétique global de 1984 à 1993.

## Étalonnage absolu au sol

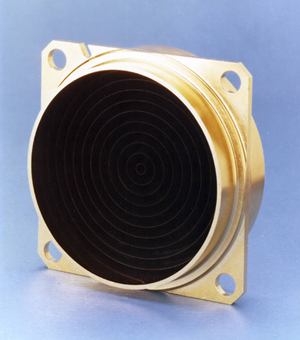
Corps noir utilisé par la NASA.

Pour une mission d'enregistrement de données (dite CDR pour Climate Data Record) comme celles auxquelles CERES est destinée, la précision est extrêmement importante. Elle est permise pour les mesures infrarouges pures par l'utilisation d'un corps noir au sol (permettant de déterminer les gains radiométriques du canal Total et WN). Ce n'est toutefois pas le cas pour les mesures faites sur le Soleil par CERES (SW et partie solaire du télescope Total). Dans ce cas les réponses au rayonnement solaires de CERES sont mesurées au sol avant le lancement, en exposant le capteur à des lampes spéciales dont l'énergie de sortie est estimée par un détecteur à cryo-cavité. La précision est une estimation uniquement sur la base d'échantillons témoins (voir la diapositive 9 de Priestley et al., 2014).
Ces difficultés d'étalonnage au sol se combinent à des événements suspectés de contamination au sol  nécessitent des améliorations (gains pour les détecteur SW : jusqu'à 8%), simplement pour rendre les données ERBE semble quelque peu raisonnable à la science du climat (notez que CERES affirme actuellement une précision absolue d'un sigma SW de 0,9%).

## Calibration en vol
La résolution spatiale CERES pour une vue au nadir est de 10 km pour CERES sur TRMM, et de 20 km pour CERES sur les satellites Terra et Aqua.
Un élément très important pour les missions est la stabilité de l'étalonnage. De même pour la capacité de suivre et isoler les changements instrumentaux (à partir de la Terre) pour suivre les vrais changements climatiques en toute confiance. Les sources d'étalonnage CERES embarquées destinées à réaliser ceci pour les canaux mesurant la lumière solaire réfléchie comprennent les diffuseurs solaires et les lampes au tungstène. Cependant ces lampes émettent peu dans une bande importante de l'ultraviolet où la dégradation est la plus importante (et on observe une dérive énergétique de plus de 1,4% lors des essais au sol, sans pouvoir ensuite les surveiller en orbite (Priestley et al. (2001)). Les diffuseurs solaires se sont aussi dégradés en orbite, au point d’être jugés inutilisables par Priestley et al. en 2011. Une paire de corps noir à cavité pouvant être contrôlées à différentes températures sont utilisées pour les canaux Total et WN, mais on ne peut pas prouver qu’ils sont stables à plus de 0,5% par décennie. Les observations de l'espace froid et l'étalonnage interne sont effectués lors des balayages terrestres normaux.

## Missions

### Premier lancement
Le premier module Proto-Flight de l'instrument CERES (Proto Flight Module) est lancé à bord de la mission de mesure des précipitations tropicales de la NASA (TRMM) en novembre 1997 (fabriqué au Japon) ; il est tombé en panne après 8 mois en raison d'une défaillance du circuit de bord.

### CERESsur les satellites de mission EOS et JPSS
Six autres instruments CERES sont lancés sur le système d'observation de la Terre et le système commun de satellites polaires. Le satellite Terra, lancé en décembre 1999, en transporte deux : Flight Module 1 ou FM1, et FM2) ; et le satellite Aqua, lancé en mai 2002, en transporte deux autres (FM3 et FM4). Un cinquième instrument (FM5) est lancé sur le satellite Suomi NPP en octobre 2011 et un sixième (FM6) sur le satellite NOAA-20 en novembre 2017. Avec la défaillance du PFM sur le satellite TRMM et la perte du canal SW du FM4 en 2005 sur le satellite Aqua, cinq des modules de vol CERES sont pleinement opérationnels à partir de 2017,.

### Instruments de budget radiatif
Les mesures des instruments CERES seront complétées par l'instrument du budget radiologique (RBI) qui est lancé sur le système mixte de satellites polaires (JPSS-2) en 2021, le satellite JPSS-3 en 2026 et le satellite JPSS-4 en 2031. L'administration Trump semble toutefois vouloir annuler le projet RBI, bien que la plus grande partie de l'argent soit déjà dépensée.

## Modes de fonctionnement
Le CERES fonctionne selon trois modes de balayage : 
1. Sur la voie au sol du satellite (voie transversale) ;
2. Le long de la voie au sol du satellite (le long de la voie) ;
3. Dans un plan d'azimut rotatif (RAP). En mode RAP, les radiomètres balayent en élévation lorsqu'ils tournent en azimut, acquérant ainsi la mesure de radiance à partir d'un large éventail d'angles de vision. Jusqu'en février 2005, sur les satellites Terra et Aqua, l'un des instruments CERES fonctionne en mode cross-track l'autre est en mode RAP ou en mode piste. L'instrument fonctionnant en mode de balayage RAP prend deux jours de données le long de la piste chaque mois. Cependant, les données CERES multi-angulaires permettent de dériver de nouveaux modèles qui rendent compte de l'anisotropie de la scène visualisée, et permettent une récupération du flux radiatif TOA avec une précision accrue[16].